# モデクゲイ
モデクゲイ（英語: Modekngei）は、1914年（大正3年）頃、パラオに生まれた新宗教。パラオの人口の8.8％が信者であるといわれる。

## 概説
パラオでは古来から多様な占い師、呪術師、シャーマニズムなどが入り込んだ伝統的な宗教が存在したが、このモデクゲイはこれら伝統宗教とキリスト教が混在した宗教である。医療、予言、利財を特色としている。宗教における形態は、ハイチのブードゥー教やブラジルのカンドンブレによく似ている。「ケスケス」と呼ばれる聖歌がパラオ語で歌われ、さらにパラオの優位性を強調した教義を持っている。モデクゲイとは「（神の名の下で）皆、一緒になる」といった意味がある。

## 沿革

### 前史
19世紀のパラオはスペイン植民地当局による植民地政策によってキリスト教が流入し、既存の伝統宗教を脅かしつつあった。そして次のドイツ植民地当局も、積極的に異教の取り締まりを行い、多くの占術師や呪術師が流刑となった。このような宗教的アノミー状態により、パラオ人社会の中で次第に一種の土着主義運動が沸き起こるようになった。その特徴は「白人はもう来ない」と主張する複数の予言者が登場するという形となって現れた。ドイツ植民地当局はこれらの予言者やその信奉者を徹底的に取り締まった。
第一次世界大戦が勃発し、大日本帝国海軍がパラオを占領したことで、これまでの宗教弾圧政策に空白が生じた。この間隙を縫って誕生したのがモデクゲイである。

### モデクゲイの誕生
1914年（大正3年）頃、バベルダオブ島ガラルド村（現ガラルド州）アコール集落の長老格であったタマダッドという男に神が降りてきたとされる。そのタマダッドは仲間を呼び、仲間の前で一般的なパラオの歌を歌うようになる。これをおよそ2年繰り返していると、タマダッドの義弟、オゲジという男がこれに加わって歌い始めるようになる。歌を聞いていた周囲の人が、タマダッドとオゲジは神事に関することをしているのではないかと噂を始め、いつからかタマダッドとオゲジは神の話を始めるようになったといわれる。
その後、タマダッドとオゲジが死んだ女性を生き返らせたという話がパラオ各地に伝わった。これがきっかけで、モデクゲイはパラオ宗教界に一大センセーションを巻き起こし、病気を治してもらおうと思った多くの人が二人の下を訪れるようになった。彼らを収容するために専用のバイも設けられた。
1917年（大正6年）、瀕死の重病人を二人が看て「起きろ、起きろ」と叫び、3日目には回復すると言いながら病人はそのまま亡くなるという事件が起きる。病人の親族は既に二人に礼金を支払っていたので不満を抱くが、その時、日本人の下で働いていたオマンという男がこの話を聞き付ける。オマンは日頃から病人が日本人の診療所に行くことを拒んでモデクゲイの治療を受けることに対して快く思っておらず、この事件を日本人官憲に告訴・告発した。こうして日本当局（臨時南洋群島防備隊・南洋庁）にもモデクゲイが知られるようになり、度々醜聞を起こす一種の「類似宗教（今の用語でいえばカルト）」として、その後も取締りを受けるようになっていく。この取締りによってタマダッドとオゲジの二人は刑務所に服役。そして服役を終え出所した時、二人の前にルグールという男が現れ、仲間に加わる。これによってタマダッド、オゲジ、ルグールの三人はモデクゲイの初期における指導者となった。
三人はモデクゲイにキリスト教の要素を取り入れ、教会の祭壇には槍と十字架が立て掛けられた。モデクゲイの神は従来のパラオの神々にはなかった金儲けに関する御利益を説き、食のタブーの撤廃を求めるなど、革新的な教義でパラオ人を惹きつけた。

### モデクゲイに対する取り締まり
1924年（大正13年）、教祖のタマダッドが亡くなり、オゲジが二代目の指導者となった。オゲジはモデクゲイ教団を指導する一方、非常に乱れた性生活を送っていた。オゲジは患者に対し、神のお告げに従って自分とセックスしなければ病気が再発すると脅し、数多くの女性と関係を結んでいた。オゲジは無人島で集会を開いては「誰でもお互いに自分の妻は他人の妻であることを認め合おう」と主張し、夜通し女性と遊んでいた。女性の中には「騙された」と訴えた者もいて、騙された女性の夫が訴えた例もあった。モデクゲイの神には金儲けのご利益があると宣伝されていた影響もあって、この頃になるとモデクゲイを非難する人が現れ出した。信者から返礼を受けるのは当然だがそれが露骨すぎる、とオゲジが非難されることもあった。
これらの被害者の訴えによって、当時の南洋庁警察は、モデクゲイ指導者に対し詐欺罪と姦通罪に該当するとして取り締まりを開始した。モデクゲイは度々摘発され、その都度逮捕者を出した。次第にモデクゲイは反日感情を募らせてゆき、予言やケスケスにも反日的言動を吐露するようになった。オゲジは1941年（昭和16年）にサイパンの刑務所に服役することになった。

### 戦時中のモデクゲイ
太平洋戦争の勃発により、パラオは有史以来の戦火にさらされることになった。次第に神にすがる信仰の念が高まり、モデクゲイの教勢も過去最高を記録した。ルグールは身体守護のお守りを作って希望者に配った。お守りの評判が高まると、信者以外からも依頼が殺到した。中には警察の補助要員だった巡警や日本陸軍軍人もおり、この軍人はこのお守りの御利益により無事復員できたという。

### 戦後のモデクゲイ
日本の敗戦に伴ってパラオはアメリカの信託統治下に入る。終戦直後も、モデクゲイ信者がアメリカ軍診療所での治療を妨害するなどし、モデクゲイはしばらく占領軍にとって厄介な存在だった。しかし戦争が終わって平和な時間が経過していくと、民衆の神にすがる思いが次第に薄れていき、モデクゲイの教勢は衰退した。
3代目指導者のルグールは、モデクゲイ教団の改革に着手し、禁煙・禁酒の奨励や男女間における礼を改め、ピューリタン的道徳律を帯びる教義へと変更していった。また日本統治時代に持ち込まれた無尽制度を教団活動として取り入れていった。
1975年、現在のガスパン州イボバン村にモデクゲイ学校（Belau Modekngei School）が開校する。英語、数学などの科目とともにパラオの慣習の学習、パラオ・ダンス、板彫りといった伝統文化が重視される授業が行われた。これはアメリカによる経済援助に依存したパラオ社会を脱却し、働きつつ学ぶという立場から経済的自立を目指す教育とされた。モデクゲイ学校では寮生活において監督者が存在し、校内ではポリスと呼ばれる風紀係がいる。在学生の規律が整えられ、風紀の乱れはないといわれる。
現在、イボバン村はモデクゲイの宗教都市となっており、宗教行事もここで執り行われる。多くの教団職員や信者もここに移り住んでいる。

## 草創期の三指導者の経歴
タマダッド（Tamadad）
モデクゲイの教祖で、宗教名は「エラメレエダン（Eramerechedang、神事を早くやる人の意）」である。若い頃はドイツ植民地当局のもとで民兵（日本統治下における巡警に相当）を務めており、ドイツ的な教育を受けていたため、キリスト教に関する知識もある程度得ていた。民兵退役後は、母の実家のあるアコール集落に住み、集落の長老格となっていた。モデクゲイ創始時には既に高齢に達しており、1924年（大正13年）に死去した。
オゲジ（Ongesi）
モデクゲイの二代目指導者で、宗教名は「クルエイ（Kuruchei、神事は一番の意）」である。タマダッドの妹の夫であったが、間もなく離婚している。気性が荒く、性的に放縦だったため、しばしば日本官憲よりカルト指導者扱いされ、何度も投獄されている。1941年（昭和16年）の投獄時には、「私は米の弁当を持っていくが、帰るときにはパンの弁当を持つだろう」と述べ、日本の敗戦とアメリカの勝利を予言したという。サイパン戦直前に釈放されていたが、戦後に友人と口論となり勢い余って殺してしまったため、それを苦に自殺した。オゲジ本人は予言に反してパラオに戻ることはなかった。
ルグール（Runguul）
モデクゲイの三代目指導者である。タマダッドとは民兵時代の同僚であり友人関係にあった。1941年（昭和16年）の摘発時には、彼は逮捕されなかったため、オゲジ亡き後のモデクゲイ教団を支えることになった。ルグールは日本統治時代に問題になっていた男女関係の改善に乗り出し、次のアメリカ当局からは「ピューリタン的道徳律」とまで評されることになった。1965年頃に死去した。

## モデクゲイ「弾圧」の宣伝
パラオがアメリカの統治下に入って、アメリカは日本統治時代からの神道、仏教を排除した。アメリカ人人類学者ヴィディチは、モデクゲイが発足当初からの反日宗教であり、パラオにおける反日抵抗運動であったかのように論文を書き、発表した。ヴィディチは根拠がないまま、モデクゲイは徹底的に日本人や日本文化を排斥したと述べている。また、南洋庁がモデクゲイを取り締まっていた事実を発見し、これを日本統治の圧政の証拠であるかのように印象操作を図った。
2009年現在、モデクゲイ学校は日本の青年海外協力隊を受け入れたり、二宮金次郎像が置かれたりするなど、モデクゲイ信者が他のパラオ人と比較して反日感情が特に高いわけではない。